# Niderhoff
Niderhoff település Franciaországban, Moselle megyében. Lakosainak száma 277 fő (2022. január 1.). Niderhoff Bertrambois, Fraquelfing, Lafrimbolle, Laneuveville-lès-Lorquin és Métairies-Saint-Quirin községekkel határos.

## Népesség
A település népességének változása:
| Lakosok száma | 301  | 274  | 297  | 281  | 289  | 282  | 285  | 280  | 278  | 277  |
|               | 1968 | 1982 | 1990 | 2006 | 2013 | 2015 | 2017 | 2019 | 2020 | 2022 |